# Hellstorm
Hellstorm ist eine italienische Thrash-Metal-Band aus Mailand, die im Jahr 1995 gegründet wurde.

## Geschichte
Die Band wurde im November 1995 vom Gitarristen Hypnos und dem Bassisten und Sänger Ares gegründet. Im Januar 1996 kam Jessica als zweite Gitarristin hinzu. Zusammen nahmen sie das Lied Hellstorm für den niederländischen Sampler And the Raven Left the Tower von Teutonic Existence Records auf. Im September wurde die Besetzung verändert, indem Jessica durch Chelmis ersetzt wurde und Davide „Death“ Firinu als Schlagzeuger hinzukam. Dadurch wurden der Gruppe die ersten Auftritte ermöglicht. Im Juli 1997 wurde im Mailänder Malibù Studio das Demo Shadows of Unknown aufgenommen, wovon sich etwa 600 Kopien absetzten. Von 1998 bis 2000 war die Band aufgrund von Besetzungswechsel kaum aktiv: Firinu verließ die Band und Chelmis wurde durch Thanatos ersetzt. Zudem mussten Mitglieder ihre Wehrpflicht ableisten. Zu dritt schrieben sie an neuen Liedern. Für das Album The Legion of the Storm kehrte Firinu als Schlagzeuger zurück. Der Tonträger wurde zwischen Januar und Juli 2001 und Ende 2002 aufgenommen und erschien im März 2003 bei Exodus Media. In der Zwischenzeit kam im Mai 2002 Phobos als neuer Schlagzeuger hinzu. Kurze Zeit später verließ Thanatos die Besetzung. In den folgenden Jahren spielte die Band bei verschiedenen Festivals wie dem Tradate Iron Fest, dem Milano Thrash Fest und dem Thrash Disaster Festival. Zudem änderte sich die Besetzung der Band erneut: Nach zweieinhalb Jahren verließ Phobos die Band, während Ares aufgrund von gesundheitlichen Problemen den Gesang nicht mehr übernehmen konnte. Als neuer Sänger wurde Hurricane Master gefunden. Der Schlagzeugerposten wurde von verschiedenen Musikern übernommen, ehe Phobos Ende 2008 zurückkehrte. Im Dezember 2010 erschien die CorpseHunters EP. Im Jahr 2011 spielte die Gruppe auf dem italienischen Rock Hard Festival und trat als Vorgruppe für Voivod, Whiplash und Helstar auf. Nachdem die Band im Juni 2012 einen Plattenvertrag bei Punishment 18 Records erreicht hatte, erschien bei diesem Label im November das Album Into the Mouth of the Dead Reign. Danach trat die Band weiter live auf und war 2013 auf dem Metalitalia Festival zu sehen. In ihrer Karriere konnte die Band unter anderem zusammen mit Destruction, M-Pire of Evil, Exumer, Dismember, Death Mechanism, Schizo und Hatework auftreten.

## Stil
In der Bandbiografie auf hellstorm.it gibt die Gruppe Venom, Kreator, Sodom, Possessed, Bathory, Destruction, Mercyful Fate und Judas Priest als Einflüsse an. Marcel Rapp von Powermetal.de ordnete die Musik auf Into the Mouth of the Dead Reign dem Thrash Metal zu, sie sei „rau, dreckig und roh“. Die Band orientiere sich dabei am Thrash Metal der frühen 1980er Jahre und umriss es als eine Mischung aus frühen Venom und „Ruhrpott-Thrash“. Die E-Gitarren würden auf hohem Niveau spielen und der Gesang sei aggressiv. Die Musik sei jedoch nicht originell oder individuell und würde von der Produktion her auch nicht an Bands wie etwa Hammercult herankommen.

## Diskografie
- 1997: Shadows of Unknown (Demo, Eigenveröffentlichung)
- 2003: The Legion of the Storm (Album, Exodus Media)
- 2010: CorpseHunters EP (EP, Eigenveröffentlichung)
- 2012: Into the Mouth of the Dead Reign (Album, Punishment 18 Records)